# بولين بيرليت
بولين بيرليت هي ممثلة بلجيكية، ولدت في 9 أبريل 1996 بمونس في بلجيكا.

## أعمال

### أفلام
- (2007) الحياة الوردية[3]
- (2013) الماضي[4]
- (2016) الطريق إلى إسطنبول

## وصلات خارجية
- بولين بيرليت على موقع IMDb (الإنجليزية)
- بولين بيرليت على موقع قاعدة بيانات الأفلام العربية
- بولين بيرليت على موقع ألو سيني (الفرنسية)
- بولين بيرليت على موقع أول موفي (الإنجليزية)
- بولين بيرليت على موقع قاعدة بيانات الأفلام السويدية (السويدية)
- بولين بيرليت على موقع قاعدة بيانات الفيلم (الإنجليزية)
- بولين بيرليت على موقع كينوبويسك (الروسية)